# Ранило
Рани́ло (серб. Ранило, Рана от рано, т. е. «утро») — сербский народный обычай встречи весны в ночь на Со́роки (серб. Младенци), Благовещенье или Пасху. Обычай распространён больше в восточной Сербии.
Вопреки мнению, что до Пасхи нельзя веселиться, Ранило очень радостно отмечали. Празднование, как правило, начиналось в полночь или перед рассветом, исполнением девичьих песен и заканчивалось общим весельем и смехом. Иногда из собранного накануне хвороста и сухих дров разжигали большой костёр (серб. ранило, рана), обычно на возвышенностях и сельских перекрестках. Огню радовались и прыгали через него мужчины и женщины, а порой дети и старики.
На рассвете с песнями все шли за ветками вербы или кизила. Веточками хлестали друг друга, произнося при этом различные благопожелания. Девушки и себя украшали ветками. Молодёжь качалась на качелях, — считалось, что от этого посевы вырастут высокими и урожай будет хорошим. В празднике присутствуют отголоски семейно-родового культа; в Лесковацкой Мораве молодые невестки посещали родительский дом. В некоторых областях, в 1940-х годах распространился обычай дарить подарки молодым, вступившим в брак в истекшем году.
Существовал обычай шуметь и стрелять на Ранило — это делалось для здоровья людей, так как считалось, что тогда змеи в этом году не укусят. В народе Благовещение считался днём, который празднует и змеи, так как в этот день они просыпаются от зимней спячки. Поэтому, чтобы не привлечь к себе змей — запрещалось их упоминание. Повсеместно распространено верование, что накануне Благовещенья можно увидеть огонь, горящий в месте, где спрятан клад.